# Number 1 to Infinity
Título a ser usado para criar uma ligação interna é Number 1 to Infinity.
#1 to Infinity é o quinto álbum de compilação da artista musical estadunidense Mariah Carey. O seu lançamento em mercado musical norte-americano ocorreu no dia 18 de maio de 2015, sob distribuição da editora discográfica Epic Records, marcando assim o seu primeiro lançamento com a editora, após ter assinado um contrato com a mesma em Março do mesmo ano. Este é também o segundo álbum de números um da artista, após #1's, lançado em 1998 sob distribuição da Columbia Records. Number 1 to Infinity consiste de dezanove faixas, das quais as primeiras dezoito conseguiram todas alcançar a posição de topo da tabela musical Billboard Hot 100, fazendo de Carey a artista a solo com o maior número de canções no primeiro posto dessa tabela, e a décima nona é uma nova composição, produzida apenas para o projecto.

## Produção

### Concepção e contexto
A carreira de Carey como cantora e compositora teve início em 1987, quando tornou-se vocalista de apoio da cantora Brenda K. Starr, a quem idolatrava. No ano seguinte, com apenas 17 anos de idade, a jovem conheceu o presidente da editora discográfica Columbia Records, Tommy Mottola, em uma festa na qual Starr entregou a ele uma gravação demo de Carey. Pouco tempo após isto, Carey prontamente assinou um contrato discográfico com a editora. O seu álbum de estreia homónimo (1990) baseia-se em ré-gravações masterizadas de várias músicas que compostas por si durante os seus tempos de escola com o auxílio do colega Ben Margulies. O primeiro single do disco, "Vision of Love", alcançou o primeiro posto da tabela musical dos Estados Unidos, bem como os restantes singles do disco. Ao longo da década de 1990, Carey foi posicionando mais canções no topo da tabela de singles dos EUA, acumulando treze números uns até Novembro de 1998. Foi nesse momento que os executivos da Columbia Records decidiram lançar um álbum de grandes êxitos. Contudo, devido a uma disputa entre a cantora e os executivos, pois ela queria incluir novo material e também as suas canções favoritas no projecto, e os executivos queriam apenas as obras mais bem sucedidas comercialmente nas tabelas musicais norte-americanas, este acabou por ser lançado e comercializado como um álbum de números uns, com a adição de cinco músicas inéditas.
"Heartbreaker" (1999), o primeiro single do sétimo trabalho de estúdio da artista, Rainbow (1999), com participação do rapper norte-americano Jay-Z, foi o décimo quarto e também o último tema de Carey a atingir o número um nos EUA na década de 1990. Carey foi a única artista da história da tabela a conseguir posicionar canções no topo em todos os anos de uma década, e tornou-se na artista feminina com a maior quantidade de canções nessa posição. Ao também alcançar o primeiro posto, "Thank God I Found You" (2000), com participação de Joe e 98 Degrees, marcou o décimo primeiro ano consecutivo da artista a liderar a tabela de singles. Quando "Touch My Body" (2008), o primeiro single do seu décimo primeiro projecto de estúdio, alcançou também o número um, Carey aumentou o seu recorde para dezoito canções, o que fez dela a artista feminina com a maior quantidade e a segunda no geral com a maior quantidade, perdendo apenas para os vinte singles da banda britânica The Beatles.

### Nova gerência e desenvolvimento
"Eu não poderia estar mais emocionado por estar a trabalhar novamente com Mariah. Não há mesmo ninguém que sequer chega perto de Mariah quer como cantora tanto como compositora e, como o mundo inteiro sabe, o seu alcance vocal é lendário e verdadeiramente incomparável. A sua música é indelevelmente infundida na nossa cultura, e ela já quebrou tantos recordes nas tabelas [musicais] que agora está firmemente impregnada em livros de História. Com uma base de fãs feroz e leal que cobre cada canto do globo, eu não tenho nem sequer uma réstia de dúvida de que Mariah irá conseguir fazê-lo de novo."

— L.A. Reid a dar as suas considerações sobre voltar a trabalhar com Carey.
Em Maio de 2014, foi disponibilizado o décimo quarto trabalho de estúdio de Carey, intitulado Me. I Am Mariah... The Elusive Chanteuse. Vendendo apenas 117 mil unidades até Dezembro desse ano e tornando-se no primeiro disco da artista a não receber um certificado de vendas pela Recording Industry Association of America (RIAA), foi um enorme fracasso comercial, o que culminou na não-renovação do contrato discográfico da cantora com a Island Records, bem como com a empresa proprietária da mesma, a Def Jam Recordings.
Em Março do ano seguinte, Carey assinou um contrato discográfico com a distribuidora fonográfica Epic Records, após revelar um desejo de voltar a se reunir ao executivo L.A. Reid e a Sony Music em geral. Reid, ex-presidente da Def Jam Recordings, foi o responsável por ajudar a renovar a imagem de Carey através do lançamento do seu décimo álbum de estúdio, The Emancipation of Mimi (2005). Além disso, Joey Arbagey, um colaborador nesse projecto, era naquele momento um executivo de A&R na Epic Records, e Doug Morris, que levou Carey para a Island Def Jam Group Recordings em 2003, era naquele momento o presidente da Sony Music. Contudo, tal como o acontecido quando a cantora assinou o seu contrato discográfico no valor de USD 100 milhões com a Virgin Records no início da década de 2000, este novo contrato foi também estabelecido no meio de revoltas e tumultos. Foi revelado que a artista havia procurado outras editoras discográficas, contudo, a Sony Music foi a única que esteve disposta a assinar um contrato, muito mais pelo facto de Carey já ter assinado um contrato com a distribuidora no passado e também porque Reid era presidente. "A Sony foi a única oportunida disponível, e acabou por sair muito pior do que ela [Carey] esperava. Carey pediu um adiantamento de USD 3 milhões; não conseguiu", declarou um informante anónimo que trabalha na empresa. Donald Passman, o gerente de Carey, não fez nenhum tipo de declarações acerca do assunto, bem como os publicistas Brian Sher e Stella Bulochnikov.
"Bem, L.A. Reid é tudo [para mim]. Eu senti-me muito abandonada sem ele. Eu estava perdida. Eu não gostava de estar num sítio sem uma família. Você tem que ter pessoas que realmente se preocupam consigo como uma artista, isso vem em primeiro lugar e é o principal, e bem como uma pessoa. É isso que eu recebo dele. Eu estava tipo a me estrebuchar, a fazer um trabalho que eu estava ainda oruglhosa de fazer."
— Carey a expressar o desejo de se reuni a L.A. Reid em entrevista ao The New York Times.

### Lançamento
A capa do álbum foi revelada a 12 de Abril de 2015 através do Twitter da cantora. Essencialmente, é uma versão actualizada da capa usada para promover o álbum #1's, apresentando a artista com as suas duas mãos em cada anca usando um vestido curto preto que revela o seu decote. A capa foi elogiada pela reanimação da sua imagem adoptada ao decorrer da década de 1990, com Carolyn Menyes do portal Music Times afirmando que a mesma conseguiu manter a artista minimalista e sensual ao mesmo tempo, contudo, foi criticada pelo uso excessivo de edição que fez com que a artista ficasse exageradamente magra e com expressão facial incomum.
A data de lançamento do álbum foi revelada no dia seguinte, com data marcada para 18 de Maio do mesmo ano, coincidindo com o início dos concertos de Carey no Ceasar's Palace. Number 1 to Infinity marca o lançamento de estreia da artista na editora Epic Records e ainda o primeiro lançamento da artista a ser distribuído pela Sony Music desde o álbum Rainbow em 1999.
| Histórico de lançamento | Histórico de lançamento | Histórico de lançamento | Histórico de lançamento                     |
| Região                  | Data                    | Formato                 | Distribuidora fonográfica                   |
| ----------------------- | ----------------------- | ----------------------- | ------------------------------------------- |
| Alemanha                | 15 de Maio de 2015      | CD, download digital    | Sony Music Entertainment                    |
| Reino Unido             | 15 de Maio de 2015      | Download digital        | Sony Music Entertainment                    |
| Alemanha                | 18 de Maio de 2015      | Download digital        | Sony Music Entertainment, Legacy Recordings |
| Canadá                  | 18 de Maio de 2015      | Download digital        | Sony Music Canada Incorporated              |
| Espanha                 | 18 de Maio de 2015      | Download digital        | Sony Music Entertainment, Legacy Recordings |
| Estados Unidos          | 18 de Maio de 2015      | Download digital        | Sony Music Entertainment, Legacy Recordings |
| França                  | 18 de Maio de 2015      | Download digital        | Sony Music Entertainment, Legacy Recordings |
| Índia                   | 18 de Maio de 2015      | Download digital        | Sony Music Entertainment, Legacy Recordings |
| Itália                  | 18 de Maio de 2015      | Download digital        | Sony Music Entertainment, Legacy Recordings |
| Japão                   | 18 de Maio de 2015      | CD, download digital    | Sony Music Entertainment                    |
| Reino Unido             | 18 de Maio de 2015      | CD                      | Sony Music Entertainment                    |
| Reino Unido             | 18 de Maio de 2015      | Download digital        | Sony Music Entertainment, Legacy Recordings |
| Itália                  | 19 de Maio de 2015      | CD, download digital    | Sony Music Entertainment                    |
| Espanha                 | 19 de Maio de 2015      | CD                      | Sony Music Entertainment                    |
| Austrália               | 22 de Maio de 2015      | CD, download digital    | Sony Music Entertainment                    |
| Estados Unidos          | 28 de Maio de 2015      | Disco de vinil          | Sony Music Entertainment                    |

## Estrutura musical e conteúdo
A canção de abertura de #1 to Infinity é "Vision of Love" (1990), o primeiro single lançado da carreira de Carey e o responsável por tê-la divulgado na indústria musical. Tirado do seu álbum de estreia auto-intitulado, recebeu aclamção crítica universal, sendo creditada como a pioneira e influenciadora principal da popularização do uso da técnica vocal melisma durante a década de 1990. Três outras canções desse álbum foram inclusas em #1 to Infinity: "Love Takes Time" (1990), "Someday" (1991) e "I Don't Wanna Cry" (1991). Estas duas últimas atingiram um sucesso significativo apenas na América do Norte, onde a primeira conseguiu alcançar a posição de topo nos Estados Unidos e Canadá e a segunda repetido esse feito nos EUA e posicionado-se na segunda colocação no Canadá, tendo sido por esse motivo excluídas da edição internacional da compilação. Contudo, a versão de "Someday" que se encontra presente na compilação é a cantada ao vivo na gravação do programa de televisão MTV Unplugged, que por sua vez foi inclusa no extended play (EP) ao vivo MTV Unplugged (1992). De seguida vem "Emotions" (1991), tirada do álbum de mesmo nome, e a versão cover de "I'll Be There" (1992), originalmente gravada e lançada em Agosto de 1970 pela banda The Jackson Five, que também foi cantada ao vivo durante a gravação de MTV Unplugged e inclusa no EP de mesmo nome. Duas canções de Music Box (1993) foram inclusas no alinhamento de faixas norte-americano: "Dreamlover" (1993), que liderou a tabela de singles por oito semanas consecutivas, e "Hero" (1993). Tal como acontecera em #1's, "Without You" (1994), versão cover da original gravada por Badfinger e inclusa em Music Box, foi apenas inclusa em versões internacionais de #1 to Infinity, tendo alcançado o primeiro posto da Nova Zelândia, Reino Unido e outros países europeus. "All I Want for Christmas Is You", o primeiro single de Merry Christmas (1994), foi também apenas incluso em edições internacionais, tendo se tornando em um dos temas mais vendidos na Ásia por um artista não-japonês e foi também o mais vendido no Japão em 1994, comercialziando cerca de 1,1 milhão de unidades. De Daydream (1995), foram inclusos três singles: "Fantasy", "One Sweet Day" e "Always Be My Baby". A versão de "Fantasy" inclusa em #1 to Infinity foi o remix com o rapper Ol' Dirty Bastard, visto que Carey tinha maior preferência por esta versão. 
Tendo sido lançados após 1999, "Heartbreaker", com participação de Jay-Z; "Thank God I Found You", com participação de Joe e 98 Degrees; "We Belong Together",  "Don't Forget About Us" e "Touch My Body" são os números uns de Carey que não foram inclusos em #1's. Pouco após anunciar o álbum, Carey revelou o desejo de incluir uma faixa inédita, pois sentia que ao não incluir novo material seria uma traição aos seus fãs. "Infinity" foi revelada como a única faixa inédita a ser inclusa em #1 to Infinity.

## Crítica profissional
"Carey está se estripando em várias semanas de apresentações e promoção [para o álbum] agora, e há um monte de alegria para se obter a partir disso. Há notas que ela não consegue atingir sem a ajuda de vocalistas e faixas de apoio, exigências que são estranhas na melhor das hipóteses, silhuetas que não conseguem equiparar-se a aquelas que ela adopta nas suas capas de álbuns contemporâneos. Isso é tudo parte de um jogo, e seria ridículo da parte dela fingir qualquer outra coisa. Mas mesmo nos seus próprios pés, #1 to Infinity é um lembrete da habilidade incrível e apresentações que permitiram toda esta ostentação em primeiro lugar. Como um ponto de saída, é uma janela com vista a duas décadas e meia de música pop de alto calibre que apenas melhorou com o passar do tempo."

— O resenhista Jamieson Cox na sua análise de #1 to Infinity para a revista Time.
Jamieson Cox, escrevendo para a revista Time, achou que #1 to Infinity "destaca a enorme capacidade atlética e a habilidade que impulsionaram os primeiros trabalhos de Carey. Ela levou canções muito simples — tanto em termos de arranjos como temática — de pop, gospel e R&B e transformou-as em feitos potentes, concedendo-lhes dinamismo e drama com uma voz que fazia malabarismo com peças como o poder, a clareza e a agilidade com facilidade." Sobre "Infinity", apontou que embora não tenha potencial para ser um êxito nas tabelas comerciais, é uma canção que demonstra o que Carey consegue fazer neste momento da sua carreira, tal como fez em "We Belong Together" (2005) e "Touch My Body" (2008).
Joe Hopkins, para o portal Hit the Floor, escreveu: "Ao ouvir as faixas conecutivamente, não só o ouvinte é levado a uma montanha-russa de emoções, ele é também levado a um trajecto de nostalgia. Você se apercebe do impacto que Mariah certamente causou ao longo das décadas, e não apenas porque as suas canções já receberam versões inúmeras no The X Factor. É evidente que Mariah Carey certamente deixou uma impressão formidável na música, e continua sem afirmar que o seu legado irá durar eternamente, até ao infinito e mais além — e de maneira alguma isso significa que ela irá parar tão cedo!" Pip Ellwood, para o Entertainment Focus, atribuiu à compilação a avaliação máxima de cinco estrelas, comentando: "#1 to Infinity é um lembrete atemporal do tamanho do sucesso e uma artista incrível que Carey é. [...] Embora nós sempre teremos espaço para as suas grandes baladas, os seus estilos R&B mais recentes pelos quais ela ganhou favorismo competem com os seus grandes êxitos rambém. Estamos cientes de que nos próximos anos, Carey irá adicionar mais uns quantos números um ao seu currículo, que poderiam estabelecer-lhe como a artista feminina mais bem-sucedida de todos os tempos."
Por outro lado, Abigail Ecal, para a revista The Union, comentou que embora a intenção do álbum fosse de mostrar que Carey ainda continua forte na indústria musical, acabou saindo como uma prova fria e dura que a artista perdera o seu talento há muito tempo. Contudo, afirmou que além de "Infinity", o resto da compilação é realmente agradável, elogiando "We Belong Together" e "Don't Forget About Us" (2006), ambas canções do álbum The Emancipation of Mimi (2005), pela combinação de "tristeza com os seus vocais altos", que permitiu a criação de canções com significado. Segundo Ecal, em "Infinity", Carey perdeu as suas estribeiras em uma obra com letras horrendas que foram suficientes para ressaltar o facto de que ela perdeu a sua criatividade, mensagem inspiracional, e mais importante, os seus vocais.
Michael Smith, para o Renowned for Sound, elogiou a decisão da cantora de lançar um álbum de compilação como maneira de celebração dos seus 25 anos de carreira, o início dos concertos de residência em Las Vegas e a mudança de editora discográfica, marcando assim uma nova etapa da sua carreira. Fazendo uma análise mais dirigida ao conteúdo do álbum, declarou que faz "um óptimo trabalho em demonstrar as verdadeiras forças de Carey", contudo, apontou que o maior problema do disco é o valor da produção, que é questionado logo nas primeiras músicas, que revelam a idade do álbum e soam todas como se fossem a mesma coisa. "Isto só piora quando chegamos a 'We Belong Together', na qual o seu som R&B mais moderno e suave entra em choque com todas as baladas e canções de ritmo acelerado do início do disco. Embora não podesse ter sido evitado devido ao conceito do álbum, é um pouco ofensivo aos ouvidos." Sobre "Infinity", declarou que é uma afirmação de que a artista ainda terá mais uns anos bons na sua carreira, e acrescentou que é "uma maneira perfeita de encerrar o álbum, e possivelmente uma das canções mais apreciáveis da colecção". Smith concluiu a sua resenha atribuindo quatro estrelas a partir de um máximo de cinco.

## Desempenho comercial
Na sua primeira semana de comercialização na Europa, #1 to Infinity estreou no 44.° posto da tabela musical de álbuns dos Países Baixos, no 78.° da tabela de álbuns da região belga de Valónia, e no 156.° na região de Flandres, marcando assim a pior estreia da sua carreira nessa região. Na Irlanda, estreou no número 52. A sua melhor estreia foi no Reino Unido, onde conseguiu aparecer na oitava posição da tabela de álbuns oficial e no topo da tabela de álbuns R&B, tornando-se na sua primeira estreia dentro das dez melhores posições da primeira em sete anos, desde E=MC² em 2008, que estreou no terceiro posto, conforme a publicação e 24 de Maio de 2015 da Official Charts Company. Além disso, foi o oitavo álbum mais vendido daquela semana e o décimo sétimo com o maior número de vendas digitais. No total, permaneceu na tabela do Reino Unido por cinco semanas. Em setembro de 2017 recebeu certificação de prata pela BPI pelas vendas de mais de 60 mil unidades, sendo seu primeiro álbum a conquistar tal feito no país desde Memoirs of an Imperfect Angel (2009). #1 to Infinity teve um desempenho similar na Austrália, onde atingiu o seu pico no número 18 da tabela de álbuns oficial e no número um da tabela de música urbana.
Na América do Norte alcançou o posto 29 nos Estados Unidos, segundo a publicação de 6 de Junho de 2015 da revista Billboard, tornando-se no seu vigésimo álbum a conseguir fazer uma entrada na tabela de álbuns oficial do seu país natal. Além disso, alcançou o seu pico na segunda posição das tabelas de R&B e Hip-Hop e de apenas R&B.

## Divulgação

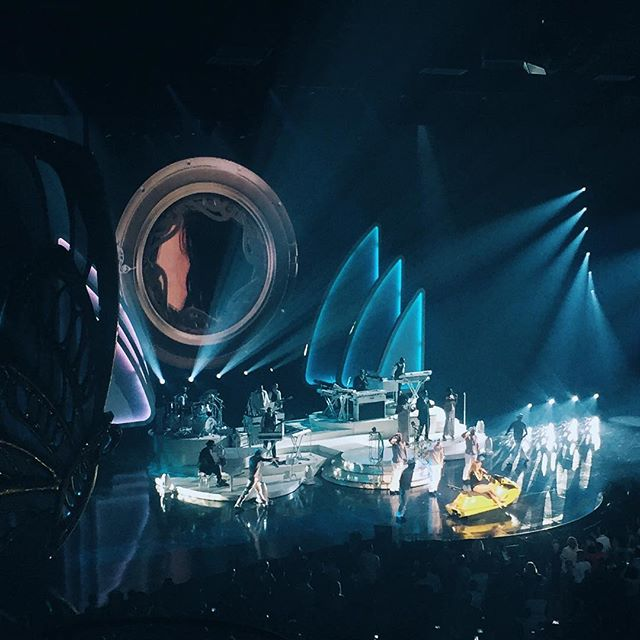
Carey em dos concertos da série #1 to Infinity.

A 15 de Janeiro de 2015, Carey fez uma aparição no The Ellen DeGeneres Show para anunciar que havia assinado um contrato para assumir residência no Coloseu do hotel Caesars Palace em Las Vegas, Nevada em Maio e Julho seguintes. A confirmação da série de concertos de residência da artista fora confirmada pouco tempo após a cantora franco-canadiana Céline Dion ter anunciado que iria adiar as datas dos seus concertos de residência para que pudesse prestar assistência médica ao seu esposo, René Angélil, que batalhava com cancro da garganta. "Eu tenho que acreditar que os fãs irão gostar disto porque eu irei cantar, algo que foi meio que inspirado pelo meu álbum #1's, e esta é agora a versão actualizada com os dezoito [singles números um]", afirmou a artista.
Foi revelado a 13 de Abril de 2015 que "Infinity" seria lançada a 27 de Abril de 2015 como o único single de #1 to Infinity. O seu vídeo musical foi filmado em meados de Maio do mesmo ano sob realização de Brett Ratner, com quem Carey não trabalhava desde "Heartbreaker" (1999).
Na noite de 17 de Maio, Carey fez uma interpretação ao vivo das canções "Vision of Love" (1990) e "Infinity" na cerimónia dos prémios de música Billboard, transmitida em directo da Arena MGM Grand Garden na cidade de Paradise, Nevada, marcando a primeira vez que a artista fazia alguma apresentação nessa cerimónia de entrega de prémios desde 1998. O repórter Andrew Hampp, da revista Billboard, declarou que aquela foi uma das apresentações mais memoráveis da noite. Outras aparições promocionais por parte da cantora incluem uma outra interpretação de "Infinity" nos programas de televisão Jimmy Kimmel Live! e no matutino Live! with Kelly and Michael, para o qual Carey usou um vestido inspirado na personagem Aurora do filme A Bela Adormecida (1959), tendo feito a interpretação da canção no Disney World.

## Alinhamento de faixas
O alinhamento de faixas para #1 to Infinity foi revelado na manhã de 13 de Abril de 2015 através de uma conferência de imprensa. O álbum foi divulgado em três versões, cujo alinhamento de faixas varia consoante o território. A versão norte-americana contém dezanove canções e foi lançada também em disco de vinil, contudo, devido às limitações do formato, teve de ser dividido em dois discos, sendo que o primeiro é composto pelos primeiros dez temas, e o segundo pelos restantes. A versão internacional, divulgada na Europa e Austrália, apresenta as faixas "Without You", "Endless Love" (um dueto com Luther Vandross) e "Against All Odds" (com participação de Westlife), que são substitutas da versão acústica de "Someday", "I Don't Wanna Cry" e "Thank God I Found You" (com participação de Joe e 98 Degrees). "Thank God I Found You" também foi substituída por "All I Want for Christmas is You" na versão japonesa do álbum.
| Versão norte-americana |                                                                   |                                                                       | |                                             |         |  |
| N.º                    | Título                                                            | Letras                                                                | Música | Produtor(es)                                | Duração |  |
| 1.                     | "Vision of Love"                                                  | Mariah Carey; Ben Margulies                                           | M. Carey; B. Margulies | Rhett Lawrence; Narada Michael Walden       | 3:29    |  |
| 2.                     | "Love Takes Time"                                                 | M. Carey; B. Margulies                                                | M. Carey; B. Margulies | Walter Afanasieff                           | 3:49    |  |
| 3.                     | "Someday" (ao vivo no MTV Unplugged)                              | M. Carey; B. Margulies                                                | | Ric Wake                                    | 4:08    |  |
| 4.                     | "I Don't Wanna Cry"                                               | M. Carey; N. M. Walden                                                | M. Carey; N. M. Walden | N. M. Walden                                | 4:48    |  |
| 5.                     | "Emotions"                                                        | M. Carey                                                              | M. Carey; David Cole; Robert Clivillés | M. Carey; D. Cole; R. Clivillés             | 4:08    |  |
| 6.                     | "I'll Be There" (com participação de Trey Lorenz)                 | Hal Davis; Berry Gordy; Willie Hutch; Bob West                        | H. Davis; B. Gordy; W. Hutch; B. West | M. Carey; W. Afanasieff                     | 4:24    |  |
| 7.                     | "Dreamlover"                                                      | M. Carey                                                              | M. Carey; Dave Hall | M. Carey; Jam Hall; W. Afanasieff           | 3:53    |  |
| 8.                     | "Hero"                                                            | M. Carey                                                              | M. Carey; W. Afanasieff | M. Carey; W. Afanasieff                     | 4:17    |  |
| 9.                     | "Fantasy (Bad Boy Remix)" (com participação de Ol' Dirty Bastard) | M. Carey; Chris Frantz; Tina Weymouth                                 | M. Carey; D. Hall; C. Frantz; T. Weymouth; Adrian Belew; Steven Stanley                                                                   | M. Carey; Jam Hall; Sean "Puff Diddy" Combs | 4:53    |  |
| 10.                    | "One Sweet Day" (com participação de Boyz II Men)                 | M. Carey; Michael McCary; Nathan Morris; Wanya Morris; Shawn Stockman | M. Carey; W. Afanasieff | M. Carey; W. Afanasieff                     | 4:41    |  |
| 11.                    | "Always Be My Baby"                                               | M. Carey                                                              | M. Carey; Jermaine Dupri; FManuel Seal, Jr.                                                                                               | M. Carey; J. Dupri; M. Seal, Jr.            | 4:18    |  |
| 12.                    | "Honey"                                                           | M. Carey                                                              | M. Carey; S. Combs; Kamaal Fareed; Steven "Stevie J." Jordan; Stephen Hague; Bobby Robinson; Ronald Larkins; Larry Price; Malcolm McLaren | M. Carey; Puff Diddy; Stevie J; The Ummah   | 4:59    |  |
| 13.                    | "My All"                                                          | M. Carey                                                              | M. Carey; W. Afanasieff | M. Carey; W. Afanasieff                     | 3:51    |  |
| 14.                    | "Heartbreaker" (com participação de Jay-Z)                        | M. Carey; Shawn Carter                                                | M. Carey; N. M. Walden; Shirley Ellison; Lincoln Chase; Jeffrey Cohen                                                                     | M. Carey; DJ Clue                           | 4:46    |  |
| 15.                    | "Thank God I Found You" (com participação de Joe e 98 Degrees)    | M. Carey; James "Jimmy Jam" Harris III; Terry Steven Lewis            | M. Carey; J. Harris III; T. Lewis | M. Carey; T. Lewis                          | 4:17    |  |
| 16.                    | "We Belong Together"                                              | M. Carey; J. Dupri; M. Seal, Jr.; Johntá Austin                       | M. Carey; Kenneth Edmonds; Darnell Bristol; Bobby Womack; Patrick Moten; Sandra Sully                                                     | M. Carey; J. Dupri; M. Seal, Jr.            | 3:22    |  |
| 17.                    | "Don't Forget About Us"                                           | M. Carey; J. Dupri; J. Austin; Bryan-Michael Cox                      | M. Carey; J. Dupri; B. Cox | M. Carey; J. Dupri; M. Seal, Jr.            | 3:53    |  |
| 18.                    | "Touch My Body"                                                   | M. Carey                                                              | M. Carey; Terius Nash; Crystal Johnson; Christopher Stewart                                                                               | M. Carey; Tricky Stewart                    | 3:27    |  |
| 19.                    | "Infinity"                                                        | M. Carey                                                              | M. Carey; Eric Hudson; Priscilla Renea; Taylor Parks; Ilsey Juber                                                                         | M. Carey; E. Hudson                         | 3:58    |  |
| Duração total:         | Duração total:                                                    | Duração total:                                                        | Duração total: | Duração total:                              | 75:21   |  |

| Versão japonesa |                                   |                         |                         |                         |         |  |
| N.º             | Título                            | Letras                  | Música                  | Produtor(es)            | Duração |  |
| 15.             | "We Belong Together"              |                         |                         |                         | 3:22    |  |
| 16.             | "Don't Forget About Us"           |                         |                         |                         | 3:53    |  |
| 17.             | "Touch My Body"                   |                         |                         |                         | 3:27    |  |
| 18.             | "All I Want for Christmas Is You" | M. Carey; W. Afanasieff | M. Carey; W. Afanasieff | M. Carey; W. Afanasieff | 4:01    |  |
| 19.             | "Infinity"                        |                         |                         |                         | 3:58    |  |
| Duração total:  | Duração total:                    | Duração total:          | Duração total:          | Duração total:          | 78:00   |  |

| Versão internacional — Europa e Austrália |                                                                   |                     |                  |                         |         |  |
| N.º                                       | Título                                                            | Letras              | Música           | Produtor(es)            | Duração |  |
| 3.                                        | "Emotions"                                                        |                     |                  |                         | 4:08    |  |
| 4.                                        | "I'll Be There" (com participação de Trey Lorenz)                 |                     |                  |                         | 4:24    |  |
| 5.                                        | "Dreamlover"                                                      |                     |                  |                         | 3:53    |  |
| 6.                                        | "Hero"                                                            |                     |                  |                         | 4:17    |  |
| 7.                                        | "Without You"                                                     | Pete Ham; Tom Evans | P. Ham; T. Evans | M. Carey; W. Afanasieff | 3:36    |  |
| 8.                                        | "Endless Love" (com participação de Luther Vandross)              | Lionel Richie       | L. Richie        | W. Afanasieff           | 4:20    |  |
| 9.                                        | "Fantasy (Bad Boy Remix)" (com participação de Ol' Dirty Bastard) |                     |                  |                         | 4:53    |  |
| 10.                                       | "One Sweet Day" (com participação de Boyz II Men)                 |                     |                  |                         | 4:41    |  |
| 11.                                       | "Always Be My Baby"                                               |                     |                  |                         | 4:18    |  |
| 12.                                       | "Honey"                                                           |                     |                  |                         | 4:59    |  |
| 13.                                       | "My All"                                                          |                     |                  |                         | 3:51    |  |
| 14.                                       | "Heartbreaker" (com participação de Jay-Z)                        |                     |                  |                         | 4:46    |  |
| 15.                                       | "Against All Odds" (com participação de Westlife)                 | Phil Collins        | P. Collins       | M. Carey; Steve Mac     | 3:21    |  |
| 16.                                       | "We Belong Together"                                              |                     |                  |                         | 3:22    |  |
| 17.                                       | "Don't Forget About Us"                                           |                     |                  |                         | 3:53    |  |
| 18.                                       | "Touch My Body"                                                   |                     |                  |                         | 3:27    |  |
| 19.                                       | "Infinity"                                                        |                     |                  |                         | 3:58    |  |
| Duração total:                            | Duração total:                                                    | Duração total:      | Duração total:   | Duração total:          | 77:26   |  |

## Desempenho nas tabelas musicais
| Chart (2015)                            | Maior posição |
| --------------------------------------- | ------------- |
| Austrália (ARIA)                        | 18            |
| Austrália (ARIA Urban)                  | 2             |
| Bélgica (Ultratop Flandres)             | 57            |
| Bélgica (Ultratop Valônia)              | 56            |
| Coreia do Sul (GAON)                    | 7             |
| Coreia do Sul (GAON)                    | 1             |
| Escócia (Official Scottish Albums)      | 21            |
| Estados Unidos (Billboard 200)          | 29            |
| Estados Unidos (Top R&B/Hip Hop Albums) | 2             |
| Espanha (PROMUSICAE)                    | 21            |
| França (SNEP)                           | 132           |
| Hungria (MAHASZ)                        | 32            |
| Irlanda (IRMA)                          | 52            |
| Itália (FIMI)                           | 29            |
| Japão (Oricon)                          | 19            |
| Nova Zelândia (RMNZ)                    | 25            |
| Países Baixos (Dutch Charts)            | 44            |
| Reino Unido (UK Albums Chart)           | 8             |
| Reino Unido (UK R&B Albums Chart)       | 1             |
| Suíça (Schweizer Hitparade)             | 49            |

| Chart (2015)                            | Maior posição |
| --------------------------------------- | ------------- |
| Estados Unidos (Top R&B/Hip-Hop Albums) | 82            |

## Vendas e certificações
| Região                                         | Certificação | Vendas  |
| ---------------------------------------------- | ------------ | ------- |
| Reino Unido (BPI)                              | Prata        | 60,000^ |
| ^distribuições baseadas apenas na certificação |              |         |

## Histórico de lançamento
| País           | Data                 | Formato             | Gravadora            | Ref           |
| -------------- | -------------------- | ------------------- | -------------------- | ------------- |
| Alemanha       | 15 de maio de 2015   | CD download digital | Sony                 | [ 84 ]        |
| Reino Unido    | 15 de maio de 2015   | Download digital    | Sony                 | [ 85 ]        |
| França         | 18 de maio de 2015   | CD download digital | Sony                 | [ 86 ]        |
| Espanha        | 18 de maio de 2015   | Download digital    | Sony                 | [ 87 ]        |
| Reino Unido    | 18 de maio de 2015   | CD                  | Sony                 | [ 88 ]        |
| Estados Unidos | 18 de maio de 2015   | CD download digital | Epic Columbia Legacy | [ 89 ]        |
| Itália         | 19 de maio de 2015   | CD download digital | Sony                 | [ 90 ] [ 91 ] |
| Espanha        | 19 de maio de 2015   | CD                  | Sony                 | [ 92 ]        |
| Austrália      | 22 de maio de 2015   | CD download digital | Sony                 | [ 93 ] [ 94 ] |
| Estados Unidos | 28 de agosto de 2015 | Vinil               | Epic Columbia Legacy | [ 95 ]        |